# 1000-km-Rennen von Fuji 1986

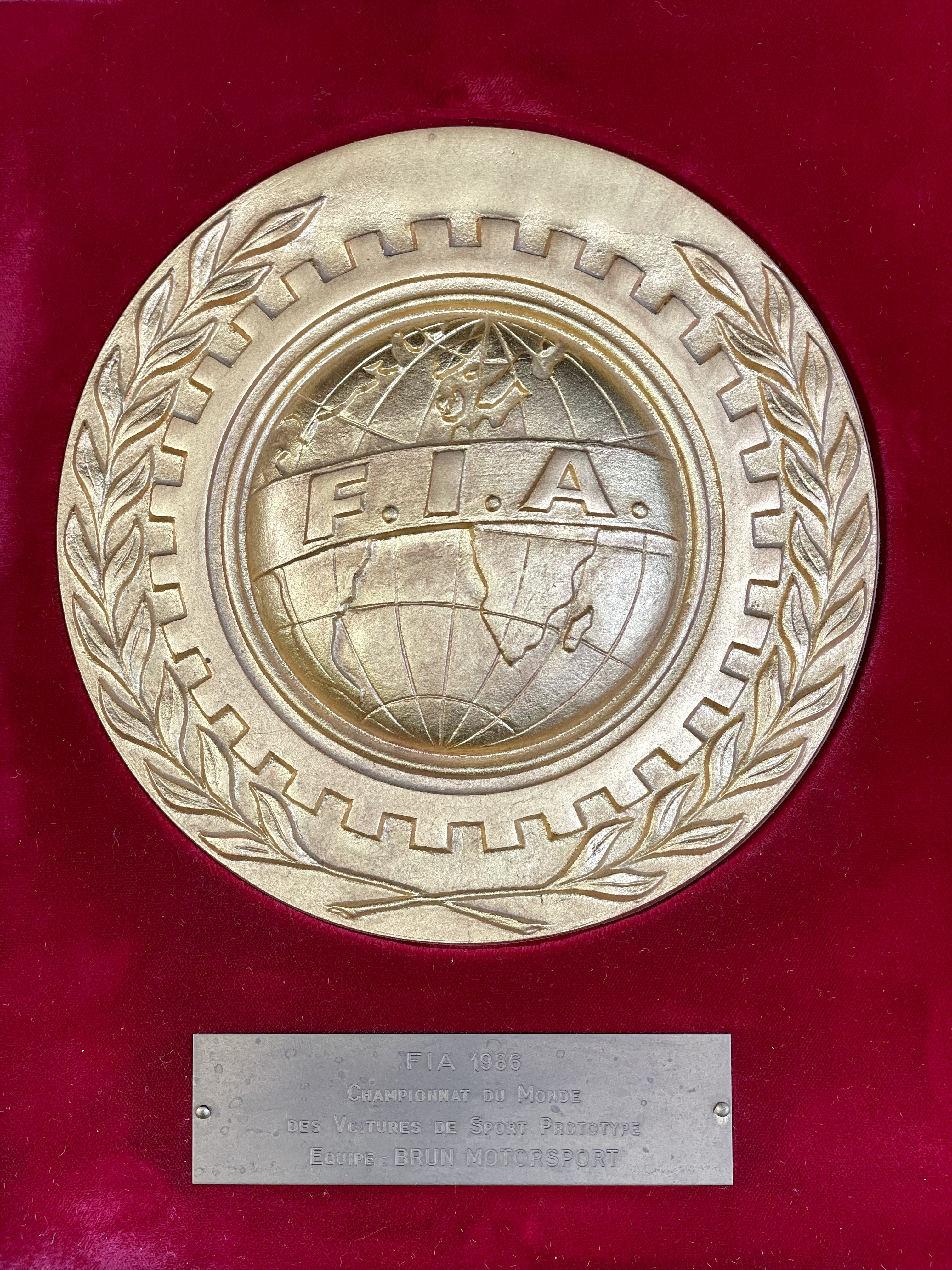
Brun Motorsport gewann die Marken-Weltmeisterschaft für Rennteams

Das 1000-km-Rennen von Fuji 1986, auch WEC in Japan, 1986 World Sports-Prototype Car Championship in Japan, Fuji Speedway, fand am 5. Oktober auf dem Fuji Speedway statt und war der neunte und letzte Wertungslauf der Sportwagen-Weltmeisterschaft dieses Jahres.

## Das Rennen
Für das Schweizer Rennteam Brun Motorsport endete das 1000-km-Rennen mit dem Gewinn der Marken-Weltmeisterschaft für Rennteams. Frank Jelinski und Stanley Dickens kamen im Brun-Porsche 956 mit einer Runde Rückstand auf die Rennsieger Paolo Barilla und Piercarlo Ghinzani im Joest-Porsche als Zweite ins Ziel. Dadurch gewann Brun die Weltmeisterschaft mit vier Punkten Vorsprung auf Joest Racing.
Die Fahrerweltmeisterschaft gewannen die beiden Porsche-Werkspiloten Derek Bell und Hans-Joachim Stuck.

## Ergebnisse

### Schlussklassement
| 1                  | C1  | 7   | Joest Racing                            | Paolo Barilla Piercarlo Ghinzani                         | Porsche 965B           | 226 |
| 2                  | C1  | 19  | Brun Motorsport                         | Frank Jelinski Stanley Dickens                           | Porsche 956            | 225 |
| 3                  | C1  | 51  | Silk Cut Jaguar Cars                    | Eddie Cheever Derek Warwick                              | Jaguar XJR-6           | 225 |
| 4                  | C1  | 10  | Porsche Kremer Racing                   | Bruno Giacomelli Volker Weidler                          | Porsche 962C           | 224 |
| 5                  | C1  | 8   | Joest Racing                            | Kris Nissen Harald Grohs Louis Krages                    | Porsche 956            | 223 |
| 6                  | C1  | 60  | Trust Racing Team                       | Vern Schuppan George Fouché Keiichi Suzuki               | Porsche 956            | 223 |
| 7                  | C1  | 18  | Brun Motorsport                         | Oscar Larrauri Jesús Pareja                              | Porsche 962C           | 222 |
| 8                  | C1  | 25  | Advan Sports Nova                       | Kunimitsu Takahashi Kenji Takahashi                      | Porsche 962C           | 221 |
| 9                  | C1  | 36T | Tom’s                                   | Satoru Nakajima Geoff Lees Masanori Sekiya               | Tom’s 86C              | 217 |
| 10                 | C1  | 23  | Hoshino Racing                          | Kazuyoshi Hoshino Osamu Nakako                           | Nissan R86V            | 216 |
| 11                 | C1  | 32  | Nismo Sport                             | Masahiro Hasemi Takao Wada                               | Nissan R86V            | 214 |
| 12                 | C1  | 48  | Alpha Cubic Racing Team                 | Noritake Takahara Chiyomi Totani Kenji Tohira            | Porsche 956B           | 213 |
| 13                 | GTP | 170 | Mazdaspeed                              | Yoshimi Katayama Yōjirō Terada Pierre Dieudonné          | Mazda 757              | 213 |
| 14                 | C1  | 46  | Auto Beaurex Motorsport                 | Kazuo Mogi Hideshi Matsuda Naoki Nagasaka                | Tom’s 85C              | 213 |
| 15                 | GTP | 171 | Mazdaspeed                              | Takashi Yorino Dave Kennedy                              | Mazda 757              | 212 |
| 16                 | C1  | 34  | Cara International Racing               | Franz Konrad Akio Morimoto                               | LM 06C                 | 211 |
| 17                 | C1  | 52  | Silk Cut Jaguar Cars                    | Gianfranco Brancatelli Jan Lammers Jean-Louis Schlesser  | Jaguar XJR-6           | 211 |
| 18                 | C1  | 66  | Cosmik Racing                           | Costas Los Tiff Needell                                  | March 84G              | 210 |
| 19                 | C2  | 79  | Ecurie Ecosse                           | Ray Mallock Marc Duez                                    | Ecosse C286            | 210 |
| 20                 | C2  | 70  | Spice Engineering                       | Gordon Spice Ray Bellm                                   | Spice SE86C            | 209 |
| 21                 | C1  | 27  | From A Racing                           | Jirō Yoneyama Hideki Okada Tsunehisa Asai                | Porsche 956            | 209 |
| 22                 | C1  | 24  | Central 20 Racing Team                  | Haruhito Yanagida Takamasa Nakagawa                      | March 85G              | 207 |
| 23                 | C1  | 50  | SARD                                    | Syuuroku Sasaki David Sears                              | SARD MC86X             | 206 |
| 24                 | C1  | 35  | Tom’s                                   | Toshio Suzuki Hitoshi Ogawa Kaoru Hoshino                | Tom’s 86C              | 206 |
| 25                 | C1  | 1   | Rothmans Porsche                        | Derek Bell Hans-Joachim Stuck                            | Porsche 962C           | 202 |
| 26                 | C2  | 89  | Schanche Team                           | Martin Schanche Torgjer Kleppe                           | Argo JM19              | 202 |
| 27                 | C2  | 75  | ADA Engineering                         | Evan Clements Ian Harrower                               | Gebhardt JC843         | 200 |
| 28                 | C1  | 38  | Dome Motorsport                         | Eje Elgh Beppe Gabbiani                                  | Dome 86C               | 198 |
| 29                 | GTP | 180 | Oz Racing                               | Kenji Seino Mutsuo Kazama Syuuji Fujii                   | Mazda 84C              | 185 |
| 30                 | C2  | 85  | Shizumatsu Racing                       | Seisaku Suzuki Tetsuji Shiratori Kaneyuki Okamoto        | Mazda 737C             | 176 |
| 31                 | C2  | 99  | RBR Tiga                                | Roy Baker Rudi Thomann Duncan Bain                       | Tiga GC286             | 171 |
| Ausgefallen        |     |     |                                         |                                                          |                        |     |
| 32                 | C1  | 14  | Liqui Moly                              | Mauro Baldi Klaus Niedzwiedz                             | Porsche 956 GTi        | 207 |
| 33                 | C1  | 2   | Rothmans Porsche                        | Al Holbert Henri Pescarolo                               | Porsche 962C           | 150 |
| 34                 | C2  | 77  | Chamberlain                             | Will Hoy Gareth Chapman Mike Sanders                     | Tiga TS85              | 135 |
| 35                 | C1  | 20  | Tiga Team                               | Tim Lee-Davey Richard Piper                              | Tiga GC86              | 119 |
| 36                 | C1  | 15  | Person’s Racing Team                    | Aguri Suzuki Keiji Matsumoto                             | Nissan R86V            | 68  |
| 37                 | C2  | 72  | John Bartlett Racing with Goodman Sound | Robin Donovan Kenneth Leim Yoshiyuki Ogura               | Bardon DB1             | 32  |
| 38                 | C2  | 98  | RBR Tiga                                | David Andrews Duncan Bain                                | Tiga GC286             | 19  |
| 39                 | C1  | 37  | Team Ikuzawa                            | Kenny Acheson Michael Roe                                | Tom’s 86C              | 16  |
| 40                 | C1  | 56  | Auto Beaurex Motorsport                 | Naoki Nagasaka Steven Andskär                            | Tom’s 85C              | 6   |
| Nicht gestartet    |     |     |                                         |                                                          |                        |     |
| 41                 | C2  | 88  | Mr S Racing Product                     | Tooru Sawada Seiichi Sodeyama                            | Mishima Auto 84C       | 1   |
| 42                 | C1  | T   | Rothmans Porsche                        | Al Holbert Henri Pescarolo Derek Bell Hans-Joachim Stuck | Porsche 956            | 2   |
| 43                 | C1  | 36  | Tom’s                                   | Satoru Nakajima Geoff Lees Masanori Sekiya               | Tom’s 86C              | 3   |
| Nicht qualifiziert |     |     |                                         |                                                          |                        |     |
| 44                 | GTX | 185 | Road Runner Racing Team                 | Chikage Oguchi Kazuhiko Oda                              | Mazda RX-7 (FC3S)      | 4   |
| 45                 | GTX | 188 | Mazda Sport Car Club                    | Iwao Sugai Hiroshi Sugai                                 | Mazda RX-7 254 (SA22C) | 5   |

1 Wagenbrand im Training
2 Trainingswagen
3 Ersatzwagen
4 nicht qualifiziert
5 nicht qualifiziert

### Nur in der Meldeliste
Hier finden sich Teams, Fahrer und Fahrzeuge, die ursprünglich für das Rennen gemeldet waren, aber aus den unterschiedlichsten Gründen daran nicht teilnahmen.
| Pos. | Klasse | Nr. | Team                        | Fahrer                         | Chassis        |
| ---- | ------ | --- | --------------------------- | ------------------------------ | -------------- |
| 46   | C1     | 47  | Sponsor Gest Team           |                                | Lancia LC2-86  |
| 47   | C2     | 74  | Gebhardt Racing Car         | Stanley Dickens Frank Jelinski | Gebhardt JC853 |
| 48   | C2     | 83  | Luigi Taverna Techno Racing |                                | Alba AR3       |

### Klassensieger
| Klasse | Fahrer                  | Fahrer             | Fahrer           | Fahrzeug     | Platzierung im Gesamtklassement |
| ------ | ----------------------- | ------------------ | ---------------- | ------------ | ------------------------------- |
| C1     | Paolo Barilla           | Piercarlo Ghinzani |                  | Porsche 965B | Gesamtsieg                      |
| C2     | Ray Mallock             | Marc Duez          |                  | Ecosse C286  | Rang 19                         |
| GTP    | Yoshimi Katayama        | Yōjirō Terada      | Pierre Dieudonné | Mazda 757    | Rang 13                         |
| GTX    | kein Teilnehmer im Ziel |                    |                  |              |                                 |

### Renndaten
- Gemeldet: 48
- Gestartet: 40
- Gewertet: 31
- Rennklassen: 4
- Zuschauer: 85.300
- Wetter am Renntag: warm und trocken
- Streckenlänge: 4,410 km
- Fahrzeit des Siegerteams: 5:29:25,332 Stunden
- Gesamtrunden des Siegerteams: 226
- Gesamtdistanz des Siegerteams: 996,705 km
- Siegerschnitt: 181,537 km/h
- Pole Position: Oscar Larrauri – Porsche 962C (#18) – 1:16,519 = 207,487 km/h
- Schnellste Rennrunde: unbekannt
- Rennserie: 9. Lauf zur Sportwagen-Weltmeisterschaft 1986